# Hälsa 21
Hälsa 21 (eng.Health 21) är en plan för folkhälsa utgiven av Världshälsoorganisationen september 1998 och gäller för Europa under 20 år. Berörda områden är Europa från Gibraltar i sydväst till Sibiriens östkust (eftersom det tillhör Ryssland) och Grönland (av samma anledning då det tillhör Danmark). I Hälsa 21 anges bland annat folkhälsomål att sträva mot, och det påverkade 51 länder och 870 miljoner invånare då det skrevs.
Planen fick sitt namn efter det dokument som släpptes efter 1999 års WHO Region document: Health 21 - Health for all in the 21st Century.
Sverige har utifrån Hälsa 21 arbetat fram 11 målområden för befolkningen. Det viktigaste ansågs vara arbetsrelaterade hälsoproblem.

## De viktigaste målen
Före 2020 skulle man i Europaregionen se till att polio, mässling och stelkramp hos nyfödda var utrotad. Man skulle även bekämpa följande sjukdomar med vaccinering:: medfödd röda hund, difteri, gulsot, påssjuka, kikhosta och invasiva sjukdomar orsakade av Haemophilus influenzae.

## Mål för Hälsa 21
Det finns 21 mål i Hälsa 21, och det är följande:
1. Solidaritet för hälsa i Europaregionen;
2. Jämlikhet i hälsa;
3. En hälsosam start i livet;
4. Ungdomars hälsa;
5. Åldras med hälsa;
6. Bättre psykisk hälsa;
7. Minska smittsamma sjukdomar;
8. Minska icke-smittsamma och kroniska sjukdomar;
9. Minska skador av våld och olycksfall;
10. En säker och trygg fysisk miljö;
11. Hälsosammare levnadsvanor;
12. Minska skador av alkohol, narkotika och tobak;
13. Hälsosammare vardagsarenor;
14. Alla samhällssektorers ansvar för hälsan;
15. En integrerad hälsosektor;
16. styrning mot kvalité i vården;
17. Finansiering av hälso- och sjukvård och fördelning av resurserna;
18. Utveckla mänskliga resurser för hälsa;
19. Forskning och kunskap för hälsa;
20. Mobilisera samarbetsparter i hälsoarbetet;
21. Politisk viljeinriktning och strategier för allas hälsa;